# فرهاد پورغلامی
فرهاد پورغلامی (زاده ۱۳ آذر ۱۳۴۱ در بندر انزلی) بازیکن سابق و مربی فوتبال اهل ایران است. وی از پیشکسوتان باشگاه فوتبال ملوان است و مدت‌ها در سمت‌های مختلف با این تیم کار کرده‌است.

## بیوگرافی
او از بازیکنان قدیمی ملوان محسوب می‌شود و در زمانی که به عنوان بازیکن وارد زمین فوتبال می‌شد، در خط میانی فوتبال بازی می‌کرد.
پورغلامی چندی بعد به مربیگری رو آورد و در کارنامه مربیگری او، دستیاری محمد احمدزاده در تیم ملی زیر ۲۰ ساله‌ها و در تیم ملوان به چشم می‌خورد.
فرهاد پورغلامی در سال ۱۳۸۹ با تیم ملوان در لیگ برتر قرارداد همکاری بست . وی در همان سال این تیم را به فینال جام حذفی رساند ولی از پرسپولیس شکست خوردند و نائب قهرمان شدند .
در مهر ماه ۱۳۹۱ و پس از انتصاب احمدزاده به سمت مدیر فنی ملوان، پورغلامی از سمت سرمربی‌گری استعفا داد و پس از آن احمدزاده سکان هدایت این تیم را بعهده گرفت.

## افتخارات

### بازیکن
- جام حذفی فوتبال ایران

قهرمان (۲)  ۱۳۶۵_ ۱۳۶۹
 نایب قهرمان ( ۲): ۶۷-۱۳۶۶، ۶۸-۱۳۶۷، ۷۰-۱۳۶۹

#### مربی
- جام حذفی فوتبال ایران

 نایب قهرمان (۱): ۹۰–۱۳۸۹